# Chuối rừng
Chuối rừng (danh pháp hai phần: Musa acuminata) là loài chuối dại bản địa của vùng Đông Nam Á. Cùng với Chuối hột, đây là tổ tiên của các loài chuối hiện đại.
Loài này được mô tả lần đầu vào năm 1820 bởi nhà thực vật học người Ý Luigi Aloysius Colla.

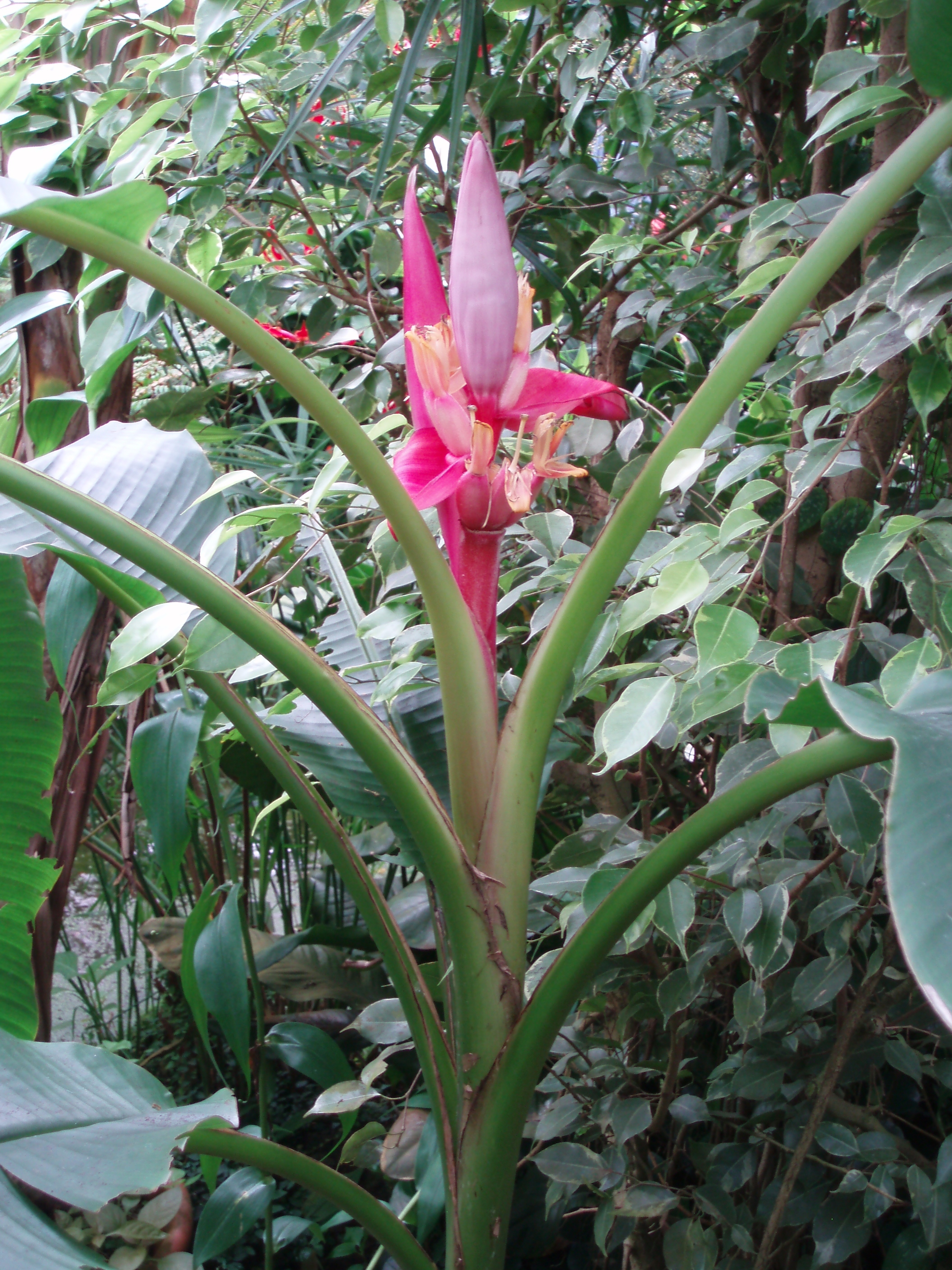
Cây chuối rừng

## Các phân loài
Chuối rừng có từ 6 đến 9 phân loài, tùy theo quan điểm của các tác giả. Các phân loài sau đây đã được chấp nhận rộng rãi:
- Musa acuminata subsp. burmannica Simmonds

= Musa acuminata subsp. burmannicoides De Langhe
Phân bố tại Myanmar, nam Ấn Độ và Sri Lanka.
- Musa acuminata subsp. errans Argent

= Musa errans Teodoro, Musa troglodyatarum L. var. errans, Musa errans Teodoro var. botoan
Phân bố tại Philippines.
- Musa acuminata subsp. malaccensis (Ridley) Simmonds

= Musa malaccensis Ridley
Phân bố tại bán đảo Malaysia và Sumatra.
- Musa acuminata subsp. microcarpa (Beccari) Simmonds

= Musa microcarpa Beccari
Phân bố tại Borneo.
- Musa acuminata subsp. siamea Simmonds

Phân bố tại Campuchia, Lào và Thái Lan.
- Musa acuminata subsp. truncata (Ridley) Kiew
- Musa acuminata subsp. zebrina  (Van Houtte) R. E. Nasution

Bản địa của Java.

## Hình ảnh

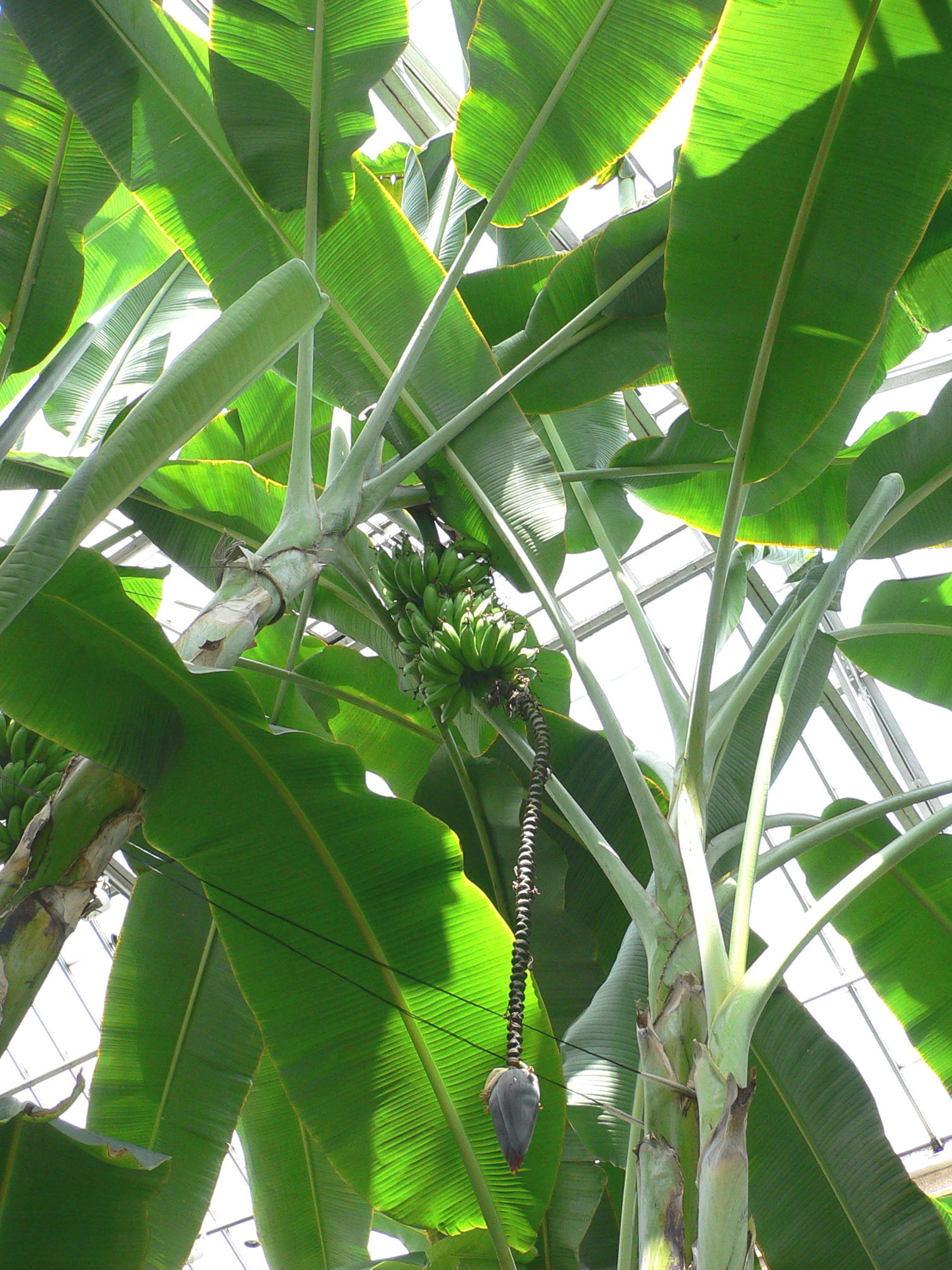
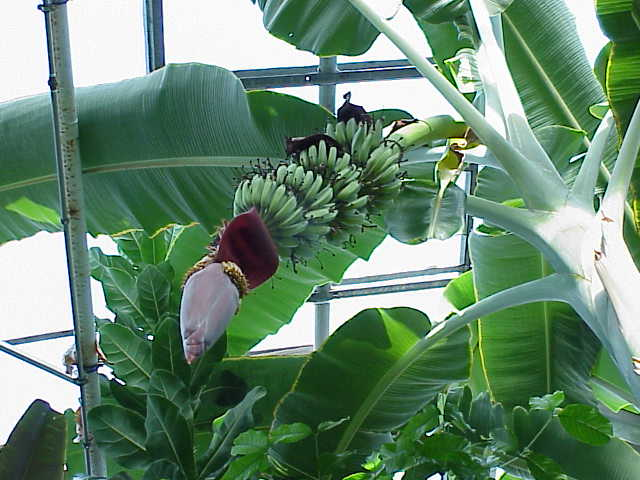
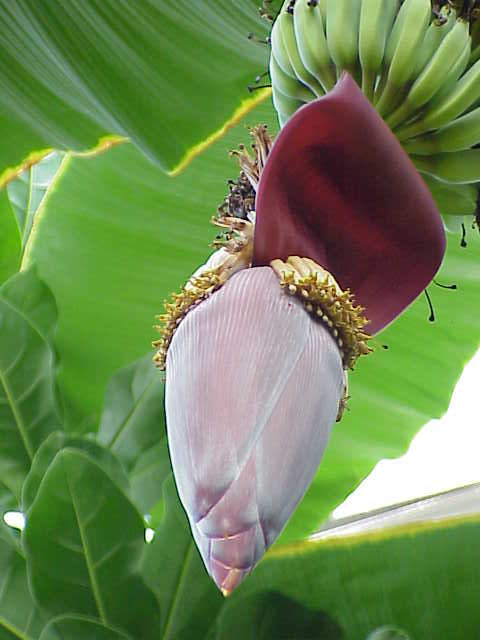
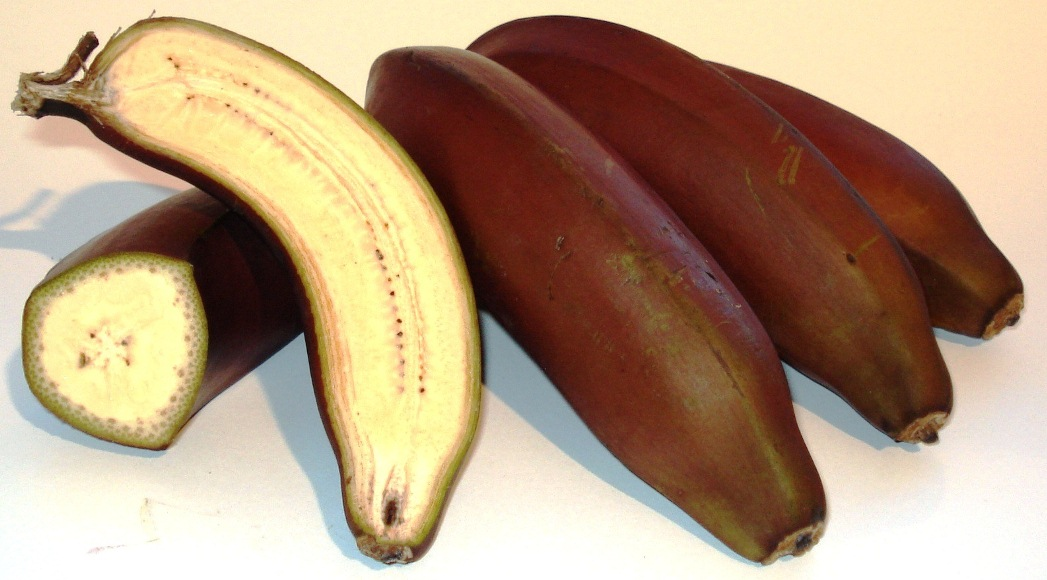